# Eqrem Basha

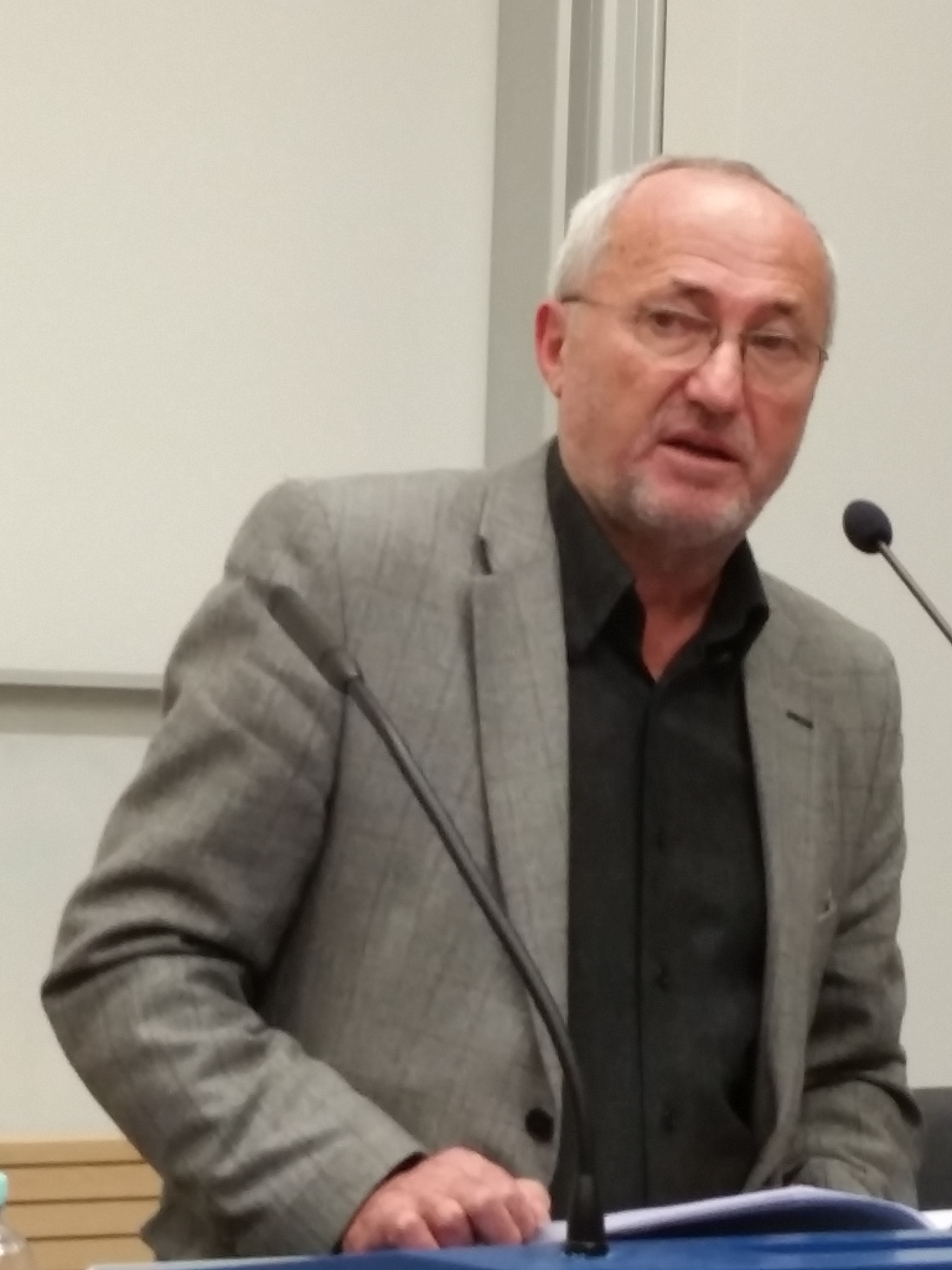
Eqrem Basha bei einer Lesung in der Berliner Humboldt-Universität im Dezember 2015

Eqrem Basha (mazedonisch Еќрем Баша Ećrem Baša; * 15. November 1948 in Debar, Föderative Volksrepublik Jugoslawien) ist ein albanischer Lyriker und Schriftsteller.

## Leben
Eqrem Basha ging Anfang der 1970er Jahre nach Priština im Kosovo und studierte an der dortigen Universität albanische Sprache und Literatur. Bis 1990 arbeitete er für das Fernsehen der Stadt, wurde dann aber wegen der politischen Wirren entlassen. Heute arbeitet Basha für den Verlag Dukagjini, den er 1994 mitbegründet hat. Er ist auch als Übersetzer tätig.

## Werke
Basha ist vor allem Lyriker, verfasste aber auch Erzählungen, Romane und Drehbücher. Seine Gedichte sind schwer einzuordnen, oft surreal, aus einem städtischen Lebensgefühl heraus entstanden. Er gilt als einer der bedeutendsten modernen Autoren des Kosovo.
Übersetzungen sind in renommierten französischen Verlagen erschienen, im Deutschen hingegen liegen kaum Übersetzungen vor.
- Opuset e Maestros.
- Shëtitje nëpër mjegull. 1971
- Udha qumështore. 1986
- Brymë në zemër. 1989